# Polskie Towarzystwo Ringo
Polskie Towarzystwo Ringo (PTR) – stowarzyszenie zrzeszająca zawodników, trenerów i działaczy ringo. Założone w 1989 roku, kieruje rozwojem ringo w Polsce. Prezesem towarzystwa jest dr med. Krystyna Anioł-Strzyżewska. Siedziba organizacji znajduje się w Warszawie przy ul. Wrocławskiej.